# بزرگراه میان‌ایالتی ۴۹
بزرگراه میان ایالتی ۴۹ (به انگلیسی: Interstate-49، مخفف:I-49) یکی از بزرگراه‌های میان ایالتی آمریکاست. که مسیر شمالی-جنوبی داشته و زیرمجموعه ندارد.